# Alice in Borderland
Cet article concerne le manga. Pour la série télévisée, voir Alice in Borderland (série télévisée).
Alice in Borderland (今際の国のアリス, Imawa no kuni no Arisu) est un shōnen manga d'Haro Asō prépublié entre novembre 2010 et mars 2016 dans les magazines Shōnen Sunday Super puis Weekly Shōnen Sunday de l'éditeur Shōgakukan et compilé en un total de dix-huit volumes reliés sortis entre avril 2011 et avril 2016. La version française est publiée en autant de volumes par Delcourt dans la collection Delcourt/Tonkam entre juin 2013 et juillet 2017.
En dehors de plusieurs histoires courtes, deux séries dérivées traitées indépendamment de l'œuvre principale sont également créées. Alice on Border Road (今際の路のアリス, Imawa no Michi no Arisu), scénarisée par Asō et illustrée par Takayoshi Kuroda, parait dans le Monthly Sunday Gene-X de l'éditeur Shōgakukan entre le 19 août 2015 et le 19 février 2018 puis est publiée en un total de huit volumes reliés sortis entre le 18 janvier 2016 et le 19 mars 2017. La version française est publiée par Delcourt/Tonkam à partir de septembre 2017. Alice in Borderland Retry (今際の国のアリス RETRY, Imawa no Kuni no Arisu Retry) est publiée entre le 14 octobre 2020 et le 20 janvier 2021 dans le Weekly Shōnen Sunday.
Une série de trois OVA est commercialisée entre octobre 2014 et février 2015 avec les éditions limitées des tomes 12 à 14 au Japon. Une adaptation sous le même titre en série télévisée de deux saisons de huit épisodes chacune est diffusée sur Netflix le 10 décembre 2020 et le 22 décembre 2022, respectivement. Une troisième saison est en production.

## Synopsis
Ryôhei Alice, élève au lycée, est un raté et n'apprécie pas le monde dans lequel il vit. Avec ses amis Daikichi Karube et Chôta Segawa, ils s'imaginent vivre dans un monde post-apocalyptique pour échapper à la société actuelle. Un soir, en attendant le premier train, ils assistent à un feu d'artifice et se retrouvent transportés dans le monde parallèle de Borderland. En explorant ce monde différent qu'ils espéraient tant, ils se retrouvent coincés dans un jeu cruel. Et ils sont contraints d'y participer afin de pouvoir rester en vie...

## Personnages
Ryôhei Alice (有栖良平, Arisu Ryōhei)
Voix japonaise : Yoshimasa Hosoya
Daikichi Karube (苅部大吉, Karube Daikichi)
Voix japonaise : Tatsuhisa Suzuki
Chôta Segawa (勢川張太, Segawa Shota)
Voix japonaise : Tsubasa Yonaga
Saori Shibuki (紫吹小織, Shibuki Saori)
Voix japonaise : Maaya Sakamoto
Yuzuha Usagi (宇佐木柚葉, Usagi Yusuwa)

## Univers
Dans la première partie de l'histoire, avant l'interlude, tous les visiteurs de Borderland ont un visa correspondant au nombre de jours restant avant qu'ils soient tués.
D'une part, les joueurs doivent participer à des jeux mortels qui se déroulent dans des espaces cloisonnés de Borderland. Les jeux commencent à la nuit tombée.
Les jeux proposés sont symbolisés par des cartes à jouer. Le chiffre sur la carte indique le niveau de difficulté du jeu, tandis que la couleur indique son type :
- Le pique ♠ désigne une épreuve physique ;
- Le carreau ♦ désigne une épreuve intellectuelle ;
- Le trèfle ♣ désigne une épreuve équilibrée entre physique, intellect et travail d'équipe ;
- Le cœur ♥ désigne une épreuve psychologique.

Le chiffre sur la carte indique aussi le nombre de jours que le visiteur peut ajouter à son visa. C'est la seule manière de se procurer un visa. Les joueurs sont donc obligés de participer aux jeux.
D'autres part les organisateurs, inconnus des joueurs jusqu’à l'interlude, organisent les jeux et leurs visa augmentent avec le nombre de morts dans leurs jeux.
Au sein des deux groupes un objectif se dessine, sous la forme de rumeurs :
- Les joueurs seraient libérés s'ils arrivaient à obtenir toutes les petites cartes (de 1 à 10) ;
- Les organisateurs seraient libérés s'ils arrivaient à tuer un certain nombre de personnes.

Dans l'histoire, les joueurs parviennent à obtenir toutes les petites cartes. Alors commence l'interlude, lors duquel 12 personnes incarnant les grandes cartes se présentent comme étant le peuple de Borderland et annoncent que les joueurs devront les défier lors de jeux supplémentaires. Tous les organisateurs sont alors tués.
Une fois les grandes cartes vaincues, le créateur de Borderland apparaît et demande aux joueurs restants s'ils veulent ou non quitter Borderland. Ceux qui restent formeront le prochain peuple de Borderland.

## Manga

Logo original du manga.

Écrit et dessiné par Haro Asō, Alice in Borderland est prépublié à partir du 25 novembre 2010 dans le magazine Shōnen Sunday Super. Le manga est transféré le 8 avril 2015 dans le magazine Weekly Shōnen Sunday pour l'arc final de la série. Le dernier chapitre est prépublié le 2 mars 2016. La série est publiée par l'éditeur Shōgakukan en un total de dix-huit volumes reliés sortis entre avril 2011 et avril 2016. Un clip anime promotionnel est réalisé par le studio Production I.G en 2013. La version française est publiée en autant de volumes par Delcourt dans la collection Delcourt/Tonkam entre juin 2013 et juillet 2017.
Plusieurs histoires courtes ont vu le jour dans le magazine spécial du Weekly Shōnen Sunday et sont publiées en tant qu'épisodes spéciaux dans les tomes de l'histoire principale. Parmi elles, Daiya no King (だいやのきんぐ, Daiya no Kingu) est prépubliée dans le Weekly Shōnen Sunday entre le 15 octobre 2014 et le 4 février 2015, et les chapitres sont présents dans les tomes 15 et 16.
Plusieurs séries dérivées traitées indépendamment de l'œuvre principale sont également créées. Alice on Border Road (今際の路のアリス, Imawa no Michi no Arisu), scénarisée par Asō et illustrée par Takayoshi Kuroda, est prépubliée dans le Monthly Sunday Gene-X de l'éditeur Shōgakukan entre le 19 août 2015 et le 19 février 2018,, puis publiée en un total de huit volumes reliés sortis entre le 18 janvier 2016 et le 19 mars 2017. La version française est publiée par Delcourt/Tonkam à partir de septembre 2017. Une deuxième série, Alice in Borderland Retry (今際の国のアリス RETRY, Imawa no Kuni no Arisu Retry), est prépubliée entre le 14 octobre 2020 et le 20 janvier 2021 dans le Weekly Shōnen Sunday,, puis publié en un total de deux tomes.

### Liste des volumes

#### Alice in Borderland
| no | Japonais          | Japonais          | Français         | Français          |
| no | Date de sortie    | ISBN              | Date de sortie   | ISBN              |
| --- | ----------------- | ----------------- | ---------------- | ----------------- |
| 1 | 18 avril 2011     | 978-4-09-122819-2 | 12 juin 2013     | 978-2-7560-3703-5 |
| Liste des chapitres : - Premier épisode : Alice in Borderland (いまわのくにのありす) - Deuxième épisode : 3♣ - Première partie (くらぶのさん①) - Troisième épisode : 3♣ - Deuxième partie (くらぶのさん②) - Quatrième épisode : Visa (びざ) |                   |                   |                  |                   |
| 2 | 16 septembre 2011 | 978-4-09-123269-4 | 21 août 2013     | 978-2-7560-3704-2 |
| Liste des chapitres : - Cinquième épisode : Deuxième jour à Borderland (たいざいふつかめ) - Sixième épisode : 5♠ - Première partie (すぺえどのご①) - Septième épisode : 5♠ - Deuxième partie (すぺえどのご②) - Huitième épisode : 5♠ - Troisième partie (すぺえどのご③) - Neuvième épisode : 5♠ - Quatrième partie (すぺえどのご④) |                   |                   |                  |                   |
| 3 | 18 janvier 2012   | 978-4-09-123444-5 | 9 octobre 2013   | 978-2-7560-3705-9 |
| Liste des chapitres : - Dixième épisode : Troisième jour à Borderland (たいざいみっかめ) - Onzième épisode : 7♥ - Première partie (はあとのなな①) - Douzième épisode : 7♥ - Deuxième partie (はあとのなな②) - Treizième épisode : 7♥ - Troisième partie (はあとのなな③) - Quatorzième épisode : Septième jour à Borderland (たいざいなのかめ) |                   |                   |                  |                   |
| 4 | 18 juillet 2012   | 978-4-09-123779-8 | 15 janvier 2014  | 978-2-7560-3706-6 |
| Liste des chapitres : - Quinzième épisode : Huitième jour à Borderland (たいざいようかめ) - Seizième épisode : Plage - Première partie (びいち①) - Dix-septième épisode : Plage - Deuxième partie (びいち②) - Dix-huitième épisode : Plage - Troisième partie (びいち③) - Dix-neuvième épisode : Plage - Quatrième partie (びいち④) |                   |                   |                  |                   |
| 5 | 18 octobre 2012   | 978-4-09-123897-9 | 12 février 2014  | 978-2-7560-3707-3 |
| Liste des chapitres : - Vingtième épisode : Plage - Cinquième partie (びいち⑤) - Vingt-et-unième épisode : 10♥ - Première partie (はあとのじゅう①) - Vingt-deuxième épisode : 10♥ - Deuxième partie (はあとのじゅう②) - Épisode spécial : 4♥ (はあとのよん①) |                   |                   |                  |                   |
| 6 | 18 janvier 2013   | 978-4-09-124171-9 | 21 mai 2014      | 978-2-7560-5245-8 |
| Liste des chapitres : - Épisode spécial : 4♥ - Deuxième partie (はあとのよん②) - Épisode spécial : 4♥ - Troisième partie (はあとのよん③) - Vingt-troisième épisode : 10♥ - Troisième partie (はあとのじゅう③) - Vingt-quatrième épisode : 10♥ - Quatrième partie (はあとのじゅう④) - Vingt-cinquième épisode : 10♥ - Cinquième partie (はあとのじゅう⑤) |                   |                   |                  |                   |
| 7 | 17 mai 2013       | 978-4-09-124304-1 | 2 juillet 2014   | 978-2-7560-5753-8 |
| Liste des chapitres : - Vingt-sixième épisode : 10♥ - Sixième partie (はあとのじゅう⑥) - Vingt-septième épisode : 10♥ - Septième partie (はあとのじゅう⑦) - Vingt-huitième épisode : 10♥ - Huitième partie (はあとのじゅう⑧) - Vingt-neuvième épisode : Vingt et unième jour (たいざいにじゅういちにちめ) |                   |                   |                  |                   |
| 8 | 16 août 2013      | 978-4-09-124363-8 | 15 octobre 2014  | 978-2-7560-6030-9 |
| Liste des chapitres : - Épisode spécial 2 : 4♣ - Première partie (くらぶのよん①) - Épisode spécial 2 : 4♣ - Deuxième partie (くらぶのよん②) - Trentième épisode : Vingt-troisième jour à Borderland (たいざいさんじゅうにちめ) - Trente-et-unième épisode : Interlude (いんたあばる) - Trente-deuxième épisode : Nouvelle phase (ねくすとすてえじ) |                   |                   |                  |                   |
| 9 | 18 décembre 2013  | 978-4-09-124514-4 | 14 janvier 2015  | 978-2-7560-6544-1 |
| Liste des chapitres : - Trente-troisième épisode : K♣ - Première partie (くらぶのきんぐ①) - Trente-quatrième épisode : K♣ - Deuxième partie (くらぶのきんぐ②) - Trente-cinquième épisode : K♣ - Troisième partie (くらぶのきんぐ③) - Épisode spécial 3 : 6♦ - Première partie (だいやのろく①) - Épisode spécial 3 : 6♦ - Deuxième partie (だいやのろく②) |                   |                   |                  |                   |
| 10 | 18 mars 2014      | 978-4-09-124580-9 | 17 juin 2015     | 978-2-7560-6858-9 |
| Liste des chapitres : - Trente-sixième épisode : K♣ - Quatrième partie (くらぶのきんぐ④) - Trente-septième épisode : K♣ - Cinquième partie (くらぶのきんぐ⑤) - Épisode spécial 4 : 7♠ - Première partie (すぺえどのなな①) - Épisode spécial 4 : 7♠ - Deuxième partie (すぺえどのなな②) - Épisode spécial 4 : 7♠ - Troisième partie (すぺえどのなな③) |                   |                   |                  |                   |
| 11 | 18 juin 2014      | 978-4-09-124667-7 | 19 août 2015     | 978-2-7560-6859-6 |
| Liste des chapitres : - Trente-huitième épisode : K♣ - Sixième partie (くらぶのきんぐ⑥) - Trente-neuvième épisode : K♣ - Septième partie (くらぶのきんぐ⑦) - Quarantième épisode : K♣ - Huitième partie (くらぶのきんぐ⑧) - Quarante-et-unième épisode : K♣ - Neuvième partie (くらぶのきんぐ⑨) - Quarante-deuxième épisode : Seconde phase - Jour 3 (かいさいみっかめ)                                                                                          |                   |                   |                  |                   |
| 12 | 17 octobre 2014   | 978-4-09-125308-8 | 18 novembre 2015 | 978-2-7560-6860-2 |
| Extra : La version japonaise est sortie en édition limitée contenant un OAD.Liste des chapitres : - Quarantième-troisième épisode : Seconde phase - Jour 4 (かいさいよっかめ) - Quarantième-quatrième épisode : Seconde phase - Jour 5 (かいさいいつかめ) - Quarantième-cinquième épisode : J♥ - Première partie (はあとのじゃっく①) - Quarantième-sixième épisode : J♥ - Seconde partie (はあとのじゃっく②)                                                     |                   |                   |                  |                   |
| 13 | 18 décembre 2014  | 978-4-09-125416-0 | 2 mars 2016      | 978-2-7560-7690-4 |
| Extra : La version japonaise est sortie en édition limitée contenant un OAD.Liste des chapitres : - Quarantième-septième épisode : J♥ - Troisième partie (はあとのじゃっく③) - Quarantième-huitième épisode : J♥ - Quatrième partie (はあとのじゃっく④) - Quarantième-neuvième épisode : J♥ - Cinquième partie (はあとのじゃっく⑤) - Épisode spécial 5 : K♠ - Première partie (すぺえどのきんぐ①) - Épisode spécial 5 : K♠ - Deuxième partie (すぺえどのきんぐ②) |                   |                   |                  |                   |
| 14 | 18 février 2015   | 978-4-09-125560-0 | 6 juillet 2016   | 978-2-7560-7766-6 |
| Extra : La version japonaise est sortie en édition limitée contenant un OAD.Liste des chapitres : - Épisode spécial 5 : K♠ - Troisième partie (すぺえどのきんぐ③) - Épisode spécial 5 : K♠ - Quatrième partie (すぺえどのきんぐ④) - Épisode spécial 5 : K♠ - Cinquième partie (すぺえどのきんぐ⑤) - Épisode spécial 5 : K♠ - Sixième partie (すぺえどのきんぐ⑥) - Épisode spécial 5 : K♠ - Septième partie (すぺえどのきんぐ⑦)                                   |                   |                   |                  |                   |
| 15 | 18 mai 2015       | 978-4-09-125837-3 | 16 novembre 2016 | 978-2-7560-8271-4 |
| Liste des chapitres : - Cinquantième épisode : Le rapport Borderland - Première partie (いまわのくにのきろく①) - Cinquante-et-unième épisode : Le rapport Borderland - Deuxième partie (いまわのくにのきろく②) - Épisode spécial 6 : K♦ - Première partie (だいやのきんぐ①) - Épisode spécial 6 : K♦ - Deuxième partie (だいやのきんぐ②) - Épisode spécial 6 : K♦ - Troisième partie (だいやのきんぐ③)                                                           |                   |                   |                  |                   |
| 16 | 18 septembre 2015 | 978-4-09-126206-6 | 4 janvier 2017   | 978-2-7560-8672-9 |
| Liste des chapitres : - Épisode spécial 6 : K♦ - Quatrième partie (だいやのきんぐ④) - Épisode spécial 6 : K♦ - Cinquième partie (だいやのきんぐ⑤) - Cinquante-deuxième épisode : Le peuple de Borderland (いまわのくにのこくみん) - Cinquante-troisième épisode : Le 7e jour - Première partie (かいさいなのかめ①) - Cinquante-quatrième épisode : Le 7e jour - Deuxième partie (かいさいなのかめ②)                                                              |                   |                   |                  |                   |
| 17 | 18 janvier 2016   | 978-4-09-126698-9 | 12 avril 2017    | 978-2-7560-8673-6 |
| Liste des chapitres : - Cinquante-cinquième épisode : Le 7e jour - Troisième partie (かいさいなのかめ③) - Cinquante-sixième épisode : Le 7e jour - Quatrième partie (かいさいなのかめ④) - Cinquante-septième épisode : Le 7e jour - Cinquième partie (かいさいなのかめ⑤) - Cinquante-huitième épisode : Q♥ - Première partie (はあとのくいいん①) - Cinquante-neuvième épisode : Q♥ - Deuxième partie (はあとのくいいん②)                                         |                   |                   |                  |                   |
| 18 | 18 avril 2016     | 978-4-09-127097-9 | 5 juillet 2017   | 978-2-7560-9545-5 |
| Liste des chapitres : - Soixantième épisode : Q♥ - Troisième partie (はあとのくいいん③) - Soixante-et-unième épisode : Q♥ - Quatrième partie (はあとのくいいん④) - Soixantième-deuxième épisode : Q♥ - Cinquième partie (はあとのくいいん⑤) - Soixantième-troisième épisode : Joker (じょおかあ) - Soixantième-quatrième épisode : Troisième jour au pays (きこくみっかめ) - Dernier épisode : 731e jour au pays (きこくななひゃくさんじゅういちにちめ)          |                   |                   |                  |                   |

#### Alice on Border Road
| no | Japonais         | Japonais          | Français          | Français          |
| no | Date de sortie   | ISBN              | Date de sortie    | ISBN              |
| -- | ---------------- | ----------------- | ----------------- | ----------------- |
| 1  | 18 janvier 2016  | 978-4-09-157431-2 | 20 septembre 2017 | 978-2-7560-9552-3 |
| 2  | 18 avril 2016    | 978-4-09-157444-2 | 29 novembre 2017  | 978-2-4130-0262-8 |
| 3  | 19 août 2016     | 978-4-09-157457-2 | 28 février 2018   | 978-2-4130-0401-1 |
| 4  | 19 janvier 2017  | 978-4-09-157471-8 | 28 novembre 2018  | 978-2-4130-0402-8 |
| 5  | 19 juin 2017     | 978-4-09-157488-6 | 24 avril 2019     | 978-2-4130-1145-3 |
| 6  | 17 novembre 2017 | 978-4-09-157505-0 | 27 novembre 2019  | 978-2-41-301146-0 |
| 7  | 19 janvier 2018  | 978-4-09-157510-4 | 15 septembre 2021 | 978-2-41-301147-7 |
| 8  | 19 mars 2018     | 978-4-09-157516-6 | 15 septembre 2021 | 978-2-41-301148-4 |

#### Alice in Borderland Retry
| no | Japonais         | Japonais          | Français         | Français          |
| no | Date de sortie   | ISBN              | Date de sortie   | ISBN              |
| -- | ---------------- | ----------------- | ---------------- | ----------------- |
| 1  | 11 décembre 2020 | 978-4-09-850365-0 | 17 novembre 2021 | 978-2-41-304535-9 |
| 2  | 18 février 2021  | 978-4-09-850388-9 | 19 janvier 2022  | 978-2-41-304536-6 |

## Adaptations

### OAV

Logo original de l'adaptation animée.

L'adaptation en OVA est annoncée en mai 2014. Le premier épisode est commercialisé le 17 octobre 2014 avec l'édition limitée du douzième volume, le deuxième le 16 décembre 2014 avec l'édition limitée du treizième volume et le troisième le 16 février 2015 avec l'édition limitée du quatorzième volume. Ils sont produits par les studios Silver Link et Connect avec une réalisation de Hideki Tachibana, un scénario de Ryosuke Nakamura et des compositions de Hiroaki Tsutsumi.

### Série télévisée

Logo international de l'adaptation Netflix.

Une série télévisée en prise de vue réelle de huit épisodes produite par Netflix et réalisée par Shinsuke Satō est diffusée sur la plateforme de streaming le 10 décembre 2020 dans plus de 190 pays simultanément,. Kento Yamazaki interprète le rôle d'Arisu Ryōhei et Tao Tsuchiya celui de Yuzuha Usagi.
Une seconde saison est annoncée en décembre 2020. Composée de huit épisodes, celle-ci est diffusée le 22 décembre 2022.
Une troisième saison est annoncée en septembre 2023.